# Uithuizen
Uithuizen (Gronings: Oethoezen) is een dorp in de gemeente Het Hogeland in de Nederlandse provincie Groningen. De plaats ligt op het Hogeland, aan het uiteinde van het Boterdiep.
De naam Uithuizen betekent huizen uit de wierde, dat wil zeggen de eerste huizen die niet op, maar naast de wierde Brunwerd zijn gebouwd. Brunwerd kreeg hierdoor de naam Oldorp (het oude dorp). De kern van Uithuizen bestaat uit een langgerekte wierde die vanouds Oprijp werd genoemd. Bij Uithuizen hebben de steenhuizen en borgen Almersma, Aylbada, Engersum, Ringeweer en Takuma gestaan. De belangrijkste borg was echter de nog altijd bestaande Menkemaborg.
Uithuizen is over de weg onder meer bereikbaar via de provinciale wegen 363 en 999. Ook beschikt het dorp over een treinstation aan de spoorlijn van Groningen naar Eemshaven.
Tot 1979 was Uithuizen een zelfstandige gemeente.

## Bezienswaardigheden
- In Uithuizen staat de Menkemaborg, de best bewaarde borg in het Groninger landschap en de laatste die Uithuizen nog rijk is.
- De Hervormde Jacobikerk (13e eeuw) te Uithuizen huist een van de best bewaard gebleven orgels van Arp Schnitger, het Arp Schnitgermonument herinnert aan deze orgelbouwer.
- De Jacobus de Meerderekerk (1860) is de oudste neogotische kerk van Groningen.
- Verder valt er te bezichtigen de koren- en pelmolen De Liefde, gebouwd in 1866. De voorganger van deze molen wordt reeds vermeld in de 15e eeuw; ook de 16e eeuw zijn meerdere vermeldingen bekend.
- De directe omgeving rond Uithuizen laat verder de grote (meest vergane) glorie zien van de Ommelander landbouw door de vele grote herenboerderijen die Uithuizen rijk is.
- Het Museum Eddy Roos
- De haven in het centrum van Uithuizen

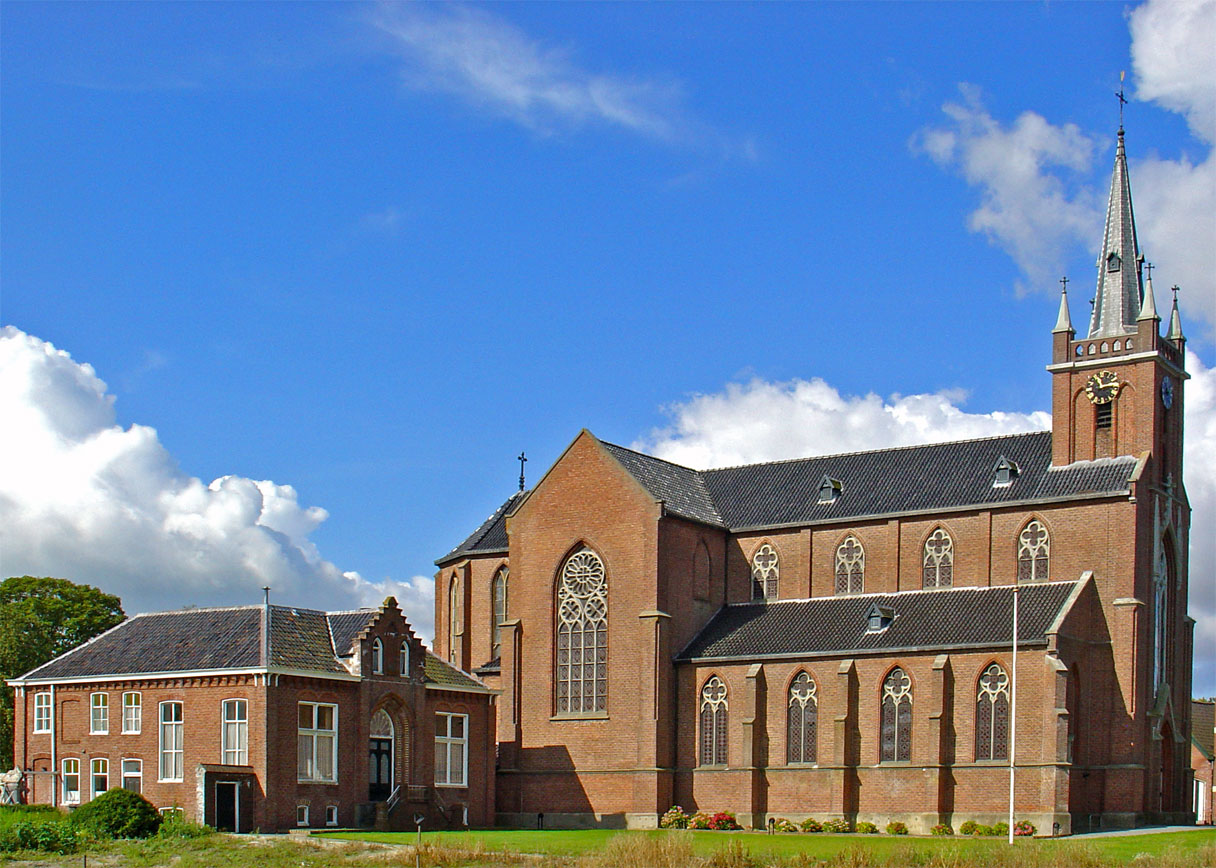
De Jacobus de Meerderekerk, gebouwd tussen 1858 en 1861
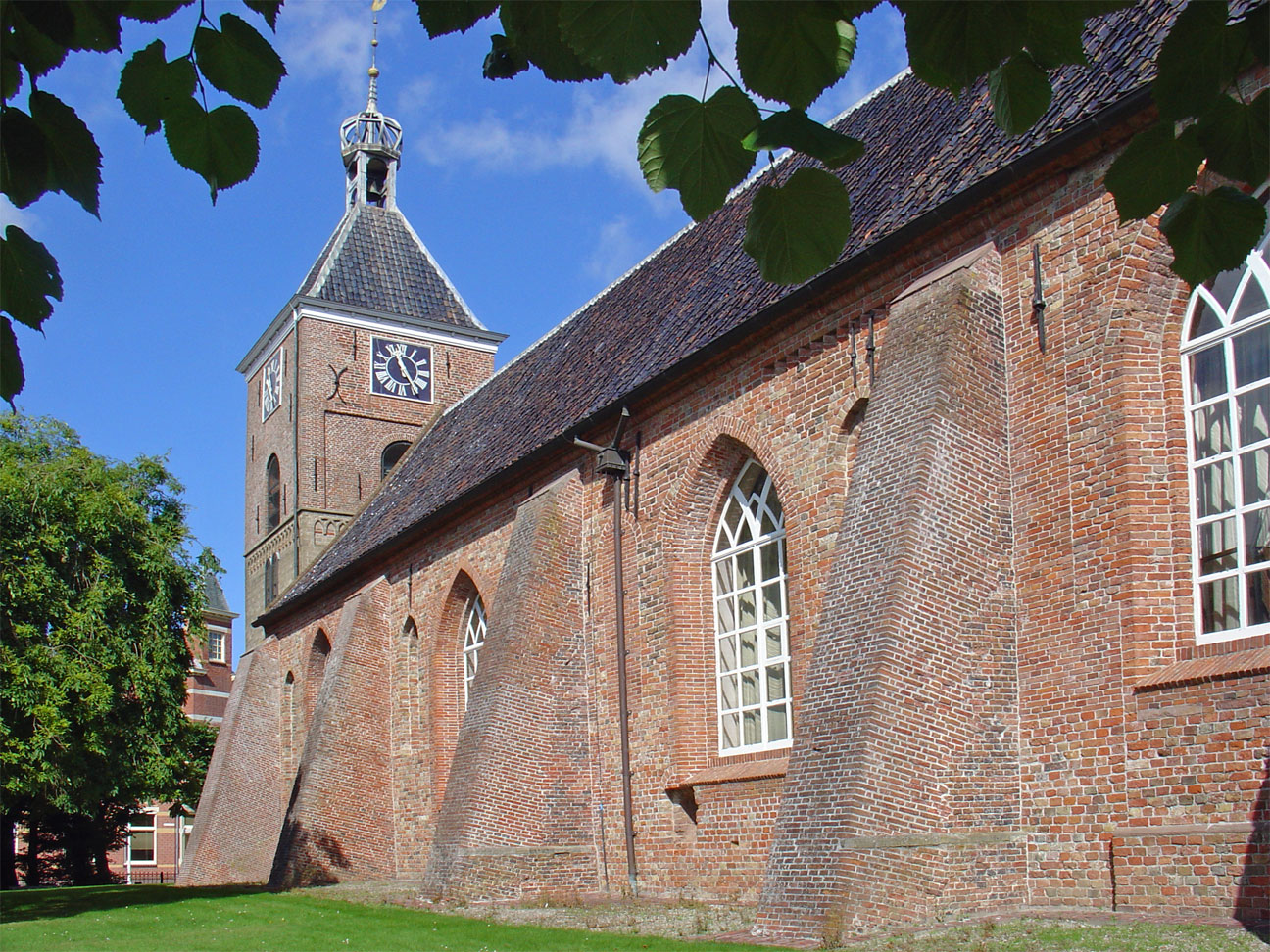
De 13e-eeuwse Kerk van Uithuizen
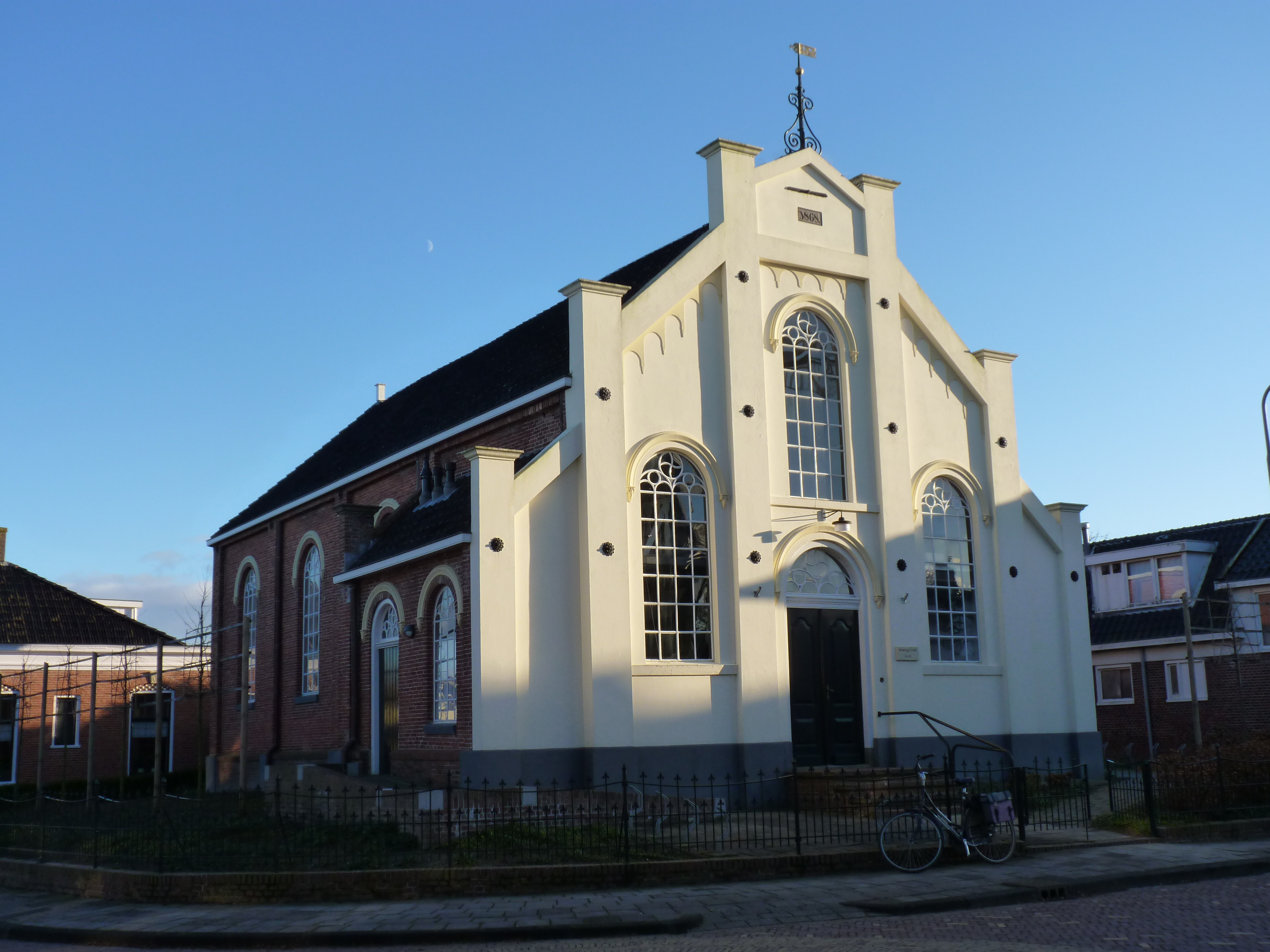
Doopsgezinde kerk uit 1868
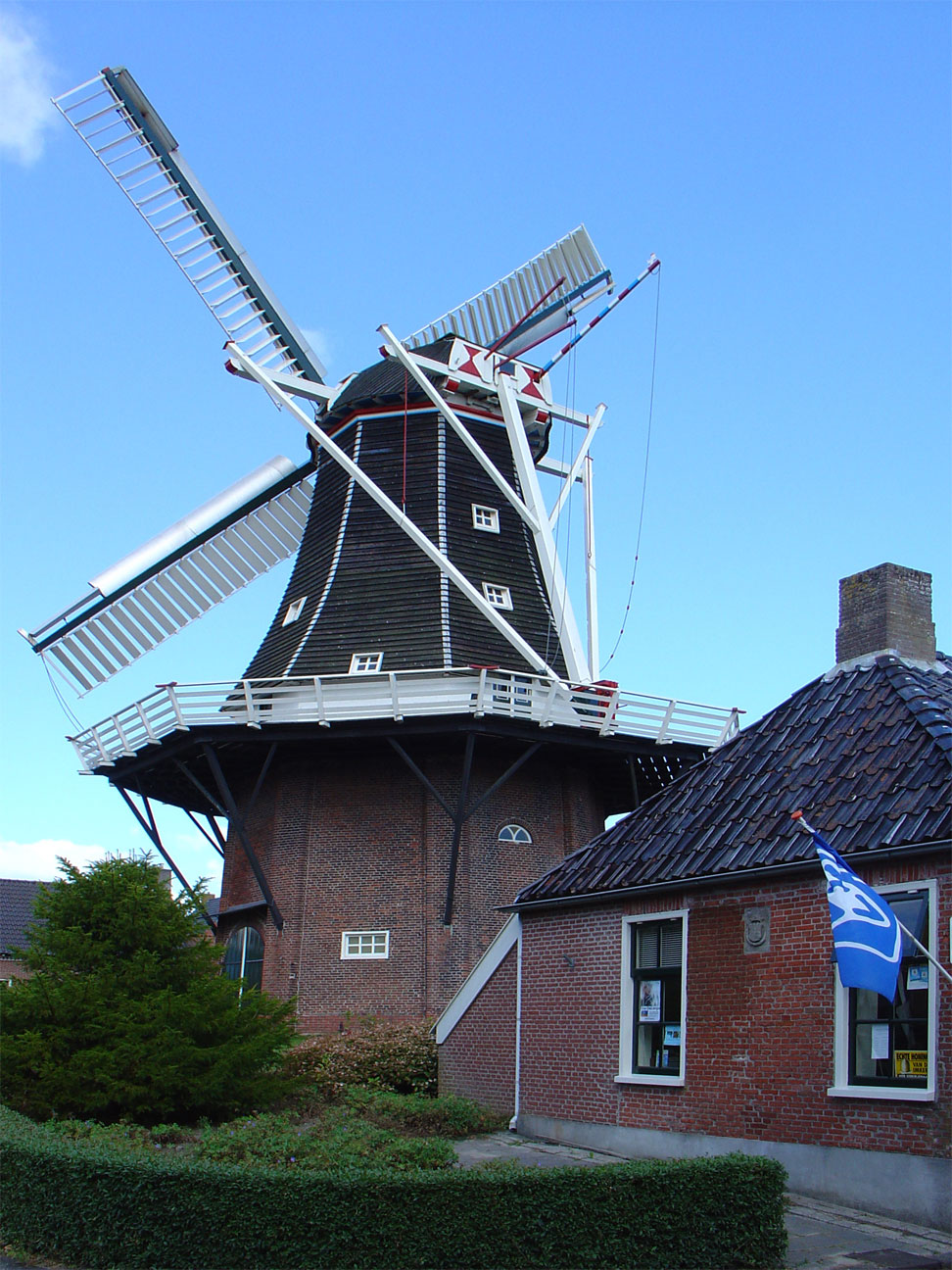
Molen de Liefde
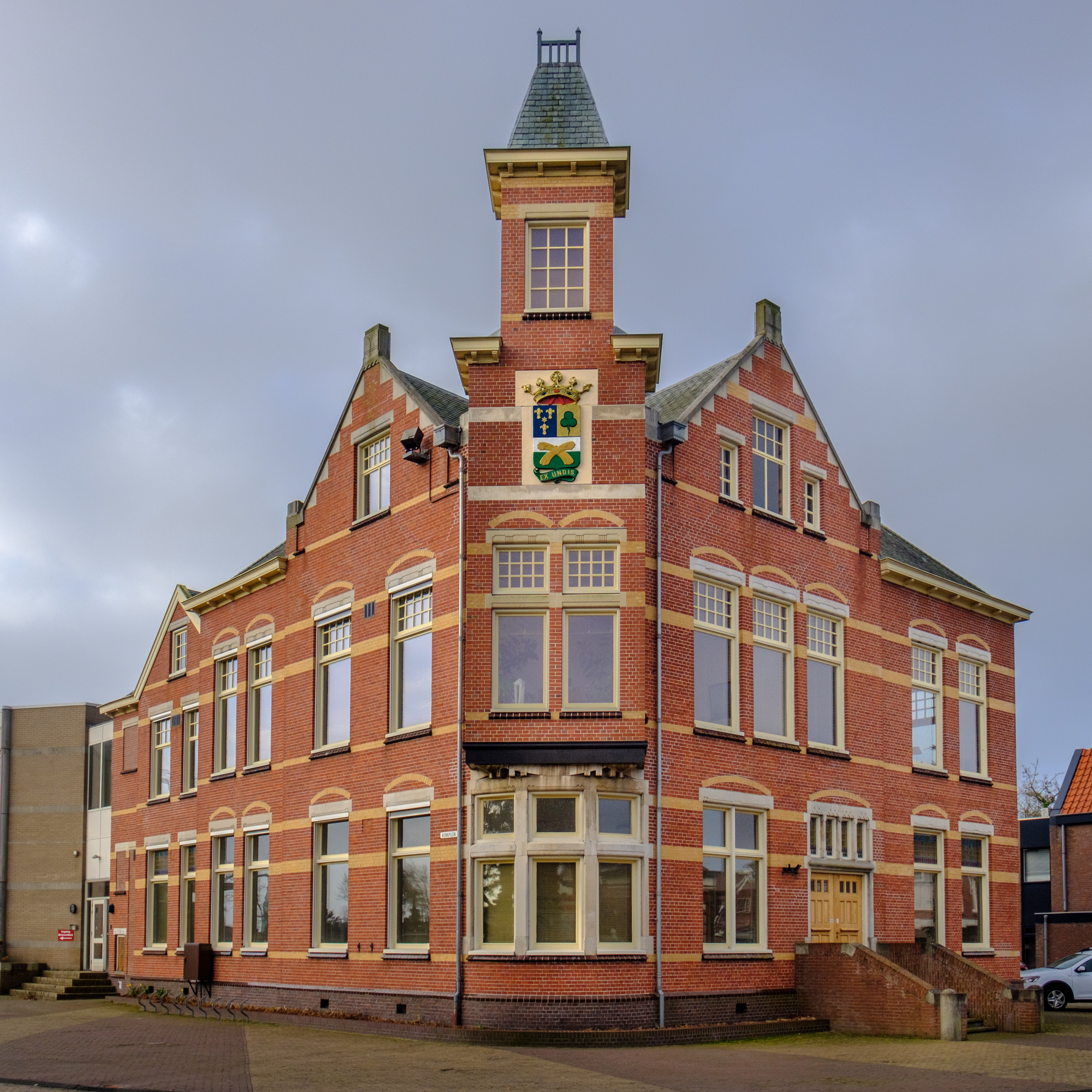
Het gemeentehuis uit 1909 naar ontwerp van Adrianus van Wissen.

## Rijksmonumenten
- Lijst van rijksmonumenten in Uithuizen

## Geboren in Uithuizen
- Gerhard Alberda van Menkema (1764-1828), politicus
- Goosen Geurt Alberda (1766-1830), jonker en politicus
- Frederik Engel Jeltsema (1879-1971), beeldhouwer, medailleur en kunstschilder
- Jan Peutz (1886-1957), internist
- Frits Peutz (1896-1974), architect
- Ludolf Jan Zandt (1900-1970), burgemeester
- Ite Boerema (1902-1980), chirurg en hoogleraar in de heelkunde aan de Universiteit van Amsterdam en grondlegger van de hyperbare zuurstoftherapie
- Dirk Haitsma (1922-1996), politicus
- Jan Bultena (1927-2016), politicus
- Seth Gaaikema (1939-2014), cabaretier, musicalschrijver en vertaler
- Siemon Reker (1950), streektaalfunctionaris en hoogleraar Groninger Taal en Cultuur aan de Rijksuniversiteit Groningen
- Johannes Frieling (1953), oud-wethouder van de gemeente Tynaarlo
- Jan Glas (1958), beeldend kunstenaar, schrijver, dichter, fotograaf en redacteur van het Groningse tijdschrift Krödde
- Dick Bolt (1960), trombonist en dirigent
- Rick Paul van Mulligen (1981), acteur
- Siemen Mulder (1983), voetbalscheidsrechter
- Christian Mulder (1990), voetbalscheidsrechter

## Sport en recreatie
- Door Uithuizen loopt de Europese wandelroute E9, ter plaatse ook Noordzeepad of Wad- en Wierdenpad geheten.
- De Jacobus de Meerderekerk is het startpunt van het Jacobspad naar Hasselt, eerste deel van de pelgrimsroute vanuit Groningen en Drenthe naar Santiago de Compostella.
- Uithuizen kent ook een voetbalvereniging: Noordpool UFC.
- Uithuizen kent momenteel twee fanfares: Christelijke Muziekvereniging 'De Bazuin' en Arbeidersmuziekvereniging 'Opwaarts'.
- In 2020 werd de bouw van de haven in Uithuizen afgerond. Hierdoor kunnen bootjes aanmeren in het centrum en ontstaat er extra horeca.

## Voormalige gemeente
Tot 1979 was Uithuizen de hoofdplaats van een gelijknamige gemeente, waartoe ook de dorpen, gehuchten en buurtschappen Bovenhuizen, Katershorn, 't Lage van de Weg, Moeshorn, Oldorp, Oudedijk en Valom (gedeeltelijk) behoorden. Bij een gemeentelijke herindeling in 1979 werd de gemeente Uithuizen opgeheven en met de gemeente Uithuizermeeden samengevoegd tot Hefshuizen. Deze gemeente werd in 1992 hernoemd naar Eemsmond. Sinds 2019 is Uithuizen onderdeel (en bestuurscentrum) van de fusiegemeente Het Hogeland.